# 房車比賽

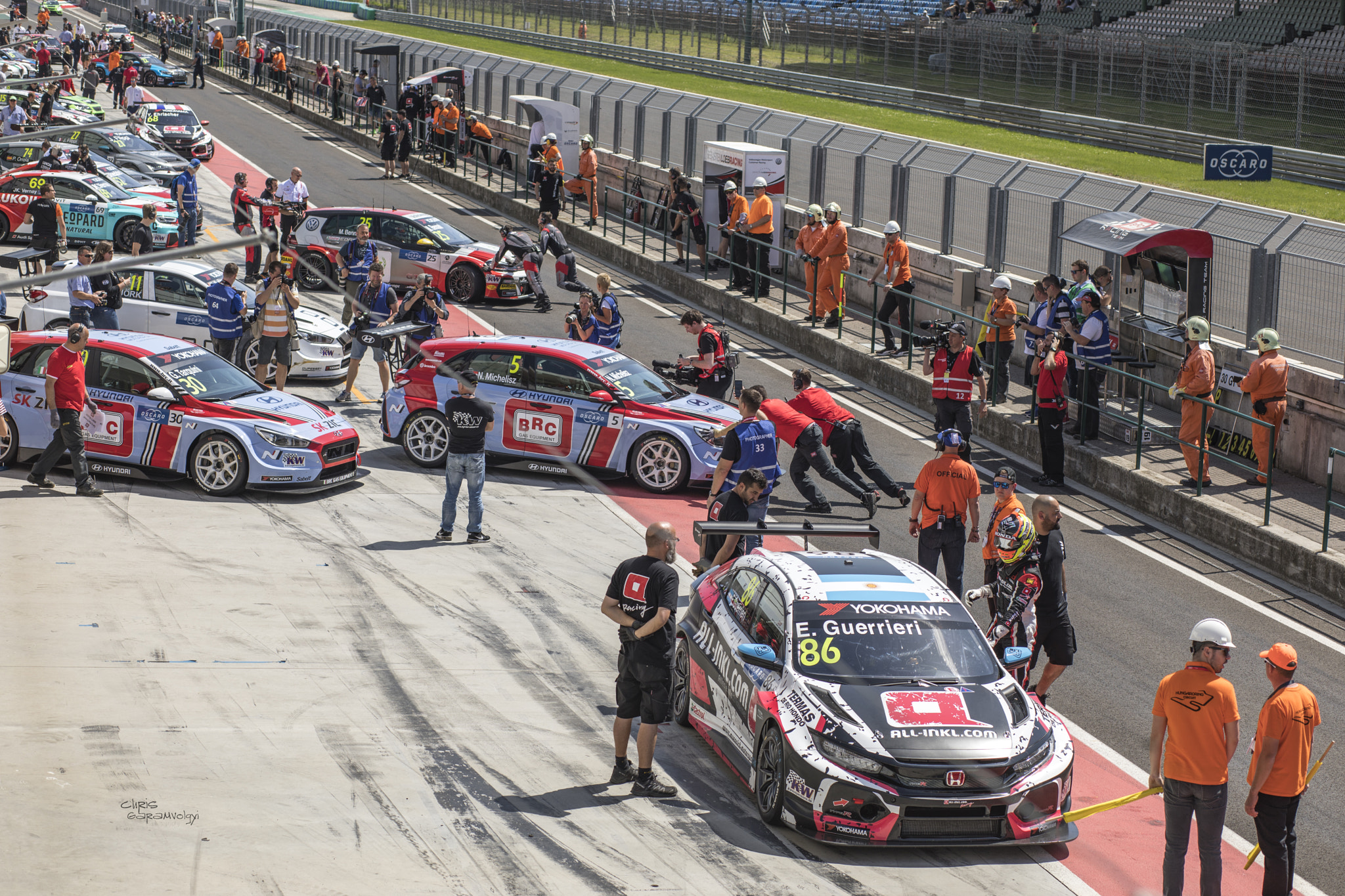
房車比賽

房車比賽是一种汽車比赛，參賽的汽車和普通的轎車外觀差不多，而且速度比開輪式賽車或跑車要慢，不過相對於開輪式賽車，房車比賽的參賽賽車更容易超车。